# Rhabdogaster quasinuda
Rhabdogaster quasinuda là một loài ruồi trong họ Asilidae. Rhabdogaster quasinuda được Londt miêu tả năm 2006. Loài này phân bố ở vùng nhiệt đới châu Phi.